# Documents de Halloween

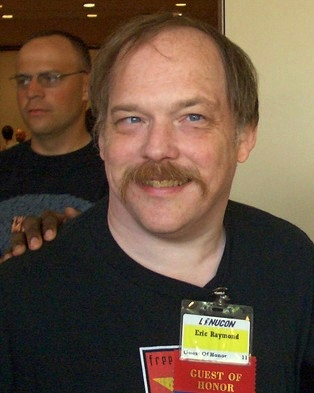
Eric Steven Raymond va filtrar els documents.

Els documents de Halloween són una sèrie de memoràndums confidencials de Microsoft sobre estratègies potencials relacionades amb el programari lliure, programari de codi obert i Linux en particular. Tots els documents filtrats i les respostes van ser publicades per Eric S. Raymond.
Els documents s'han associat amb Halloween, ja que molts d'ells van ser filtrats cap al 31 d'octubre de diversos anys.
El primer document de Halloween, sol·licitat pel vicepresident James Allchin i escrit per l'enginyer de Microsoft Vinod Valloppillil va arribar a les mans d'Eric S. Raymond l'octubre de 1998. Eric en va publicar immediatament una versió amb anotacions a la seva pàgina web. Aquest document tenia referències a un segon memoràndum que tractava específicament de Linux. Aquest també va arribar a les mans de Raymond i va ser publicat. Microsoft ha admès l'autenticitat dels documents.
Identifiquen el programari de codi obert, concretament el sistema operatiu GNU/Linux, com una amenaça principal per al domini de Microsoft de la indústria del programari, i suggereix maneres com Microsoft pot aturar el desenvolupament del programari lliure. Els documents afirmaven que els productes de programari lliure eren tecnològicament competitius amb alguns productes de Microsoft, contradient la posició pública de Microsoft sobre el tema.
Des de la publicació dels dos documents originals se n'han publicat d'altres.